# L'Origine du monde
L'Origine du monde (A Origem do Mundo em francês), de 1866, é um quadro pintado pelo realista Gustave Courbet a pedido do diplomata turco otomano Khalil-Bey, que solicitou ao pintor uma pintura que retratasse o nu feminino na sua forma mais crua, por ser colecionador de imagens eróticas.

## História
Arruinado ao jogo, o diplomata teve que vender toda a sua colecção, e A origem do mundo foi comprado por um antiquário e escondido por trás de um outro quadro de Courbet. O seu dono seguinte, no início do século XX, terá sido Émile Vial, um cientista e colecionador de arte japonesa.
Em 1910 ou 1913, um aristocrata e colecionador húngaro, o barão François de Hatvany, adquiriu-o e levou-o para Budapeste. Parte da coleção de arte do barão foi roubada pelo Exército Vermelho durante a Segunda Guerra Mundial, mas depois do conflito o seu proprietário conseguiu recuperar uma fracção daquela, na qual se incluía L'Origine du Monde.
Obra que foi parar na sala da casa de campo do psicanalista francês Jacques Lacan, que por sua crueza, foi escondida sob uma pintura de madeira do seu cunhado André Masson.

Symphony in White, No. 1: The White Girl de James Whistler, um retrato de Joanna Hiffernan.

Após a morte da viúva de Lacan, em 1994, o Estado francês aceitou L'Origine du Monde como doação para resolver os direitos de sucessão da família Lacan.
Finalmente, em 1995, a tela de Courbet foi exposta publicamente pela primeira vez na sua existência, no Musée d'Orsay, onde se encontra actualmente.
Em fevereiro de 2013, a revista Paris Match divulgou a notícia de que foi achada uma pintura, com rosto de uma mulher, que deveria ser a parte alta de l'Origine du Monde. A história seria que a pintura foi dividida em duas partes por Courbet. Paris Match diz que fizeram dois anos de pesquisas. O modelo deveria ser Johanna Hiffernan; mas parece que o Musée d'Orsay recusa essa ideia.

## Obra de impacto

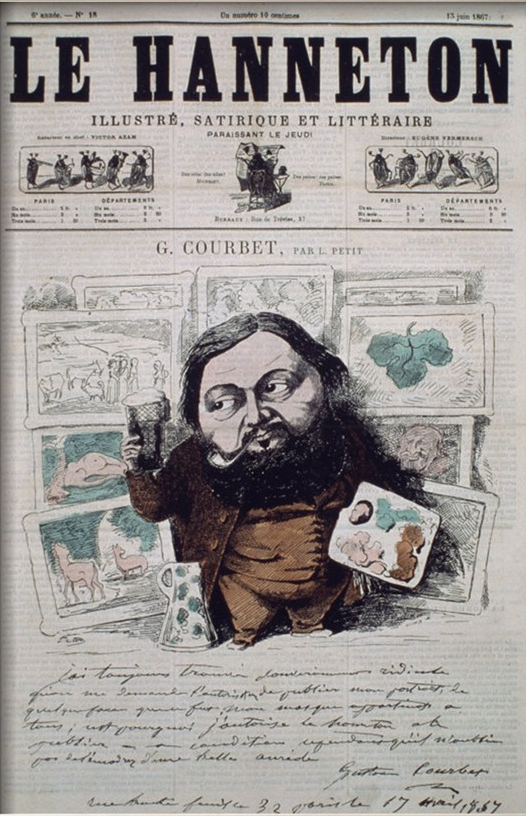
Caricatura assinada por Léonce Petit publicada na capa do semanário Le Hanneton de.
Provável primeira evocação gráfica e pública, embora enigmática, da pintura de Courbet, representada por uma folha de parreira, à direita de seu rosto.

O século 19 testemunhou, na representação do nu, os primórdios de uma revolução pictórica, cujos principais protagonistas foram Courbet e Manet. Courbet rejeitava a pintura acadêmica e seus nus lisos e idealizados, mas também confrontava diretamente a hipocrisia moral do Segundo Império, onde uma forma de erotismo era tolerada quando inserida em contextos mitológicos ou oníricos.
Em 1989, a artista plástica Orlan inspirou-se na obra para criar A Origem da Guerra, um contraponto masculino e fálico à pintura de Courbet, em um gesto impregnado de feminismo.
Na França, em fevereiro de 1994, devido à capa do romance Adorations perpétuelles de Jacques Henric, que reproduzia A Origem do Mundo, a polícia visitou várias livrarias para remover o livro das vitrines. Algumas, como a livraria Rome em Clermont-Ferrand, localizada perto da catedral, resistiram à pressão das autoridades locais e mantiveram a obra em exposição, enquanto outras, como Les Sandales d'Empédocle em Besançon, retiraram-na.
Em fevereiro de 2011, o artista dinamarquês Frode Steinicke foi excluído da rede social Facebook por ter publicado em seu perfil uma fotografia da pintura. A imagem tinha o objetivo de ilustrar seus comentários sobre um programa do canal de televisão dinamarquês. Seu perfil foi finalmente reativado, mas sem a fotografia da obra. Páginas do Facebook dedicadas a essa pintura foram excluídas pela administração do site após a repercussão do evento na mídia.
Em 2011, uma queixa contra o Facebook foi apresentada ao tribunal de Paris por um francês cujo perfil foi banido após a publicação, em seu perfil, de uma foto da pintura. A foto remetia a um documentário exibido pelo canal cultural Arte, que retratava a história da obra. O litigante, um professor, fez isso por "seu amor pela arte", disse. Ao perceber que seus e-mails ao Facebook permaneciam sem resposta, decidiu processar a empresa por "violação à liberdade de expressão". Ele também denunciou os termos de uso do Facebook, que o obrigam a apresentar sua queixa apenas perante o tribunal de Santa Clara na Califórnia e queria obter o reconhecimento da competência da justiça francesa. O tribunal de apelação de Paris confirmou em 2016 que os tribunais franceses eram competentes para julgar esse caso.
Em junho de 2014, a artista plástica luxemburguesa Deborah de Robertis expôs a sua vagina diante do quadro no Museu D'Orsay. A performance ‘O espelho da origem', apresentada pela artista no museu francês, pretendia recriar a famosa e polémica obra. A artista plástica sentou-se em frente ao quadro, levantou o vestido e fez a reprodução viva do mesmo para o público daquele museu parisiense. Embora tenha sido bastante aplaudida, a reinterpretação da obra do pintor pela artista valeu-lhe uma queixa do museu por exibicionismo sexual.
Emprestada ao Centro Pompidou de Metz, a pintura foi pichada com a hashtag "MeToo" em 6 de maio de 2024, por militantes feministas. O ato foi posteriormente reivindicado por Deborah De Robertis.

## Filmografia
- Jean Paul Fargier, L’Origine du monde, 1996, 26 minutos.[11]

## Curiosidade
A julgar pela venda dos postais com reproduções das obras do museu, é o segundo mais popular da instituição, após Le Moulin de la Galette, de Renoir.

## Referencias
1. ↑   L’origine del mondo, la donna del quadro di Courbet ha un volto
2. ↑  Ludovic Halévy, Trois dîners avec Gambetta, ed. por Daniel Halévy, Paris, Grasset, « Les amis des Cahiers verts » (Predefinição:Nº4), 1929, p. 87 OCLC 489724270.
3. ↑  «Orlan: "L'origine de la guerre" en écho à "L'origine du monde" de Courbet». Paris Art (em francês). 10 de abril de 2014. Consultado em 8 de fevereiro de 2025
4. ↑  «Le ça d'Orsay». L'Express (em francês). 5 de julho de 1995. Consultado em 8 de fevereiro de 2025
5. ↑  Dépêche AFP du 17 février 2010 : « A Origem do Mundo de Courbet proibida no Facebook por nudez ».
6. ↑  « L'origine du monde » assigne Facebook en justice, lepoint.fr, publié le 24 octobre 2011.
7. ↑  Chicheportiche, Olivier (25 de outubro de 2011). «France : banni de Facebook pour une photo, il porte plainte contre le réseau social». ZDNET (em francês). Consultado em 8 de fevereiro de 2025
8. ↑  Clubic 15/02/2016 La justice française outrepasse le règlement Facebook.
9. ↑  «Artista exibe vagina no Museu D'Orsay». Arquivado do original em 6 de junho de 2014
10. ↑  «Qui est Deborah De Robertis, l'artiste qui s'en est pris à « l'Origine du monde » ?». Le HuffPost (em francês). 7 de maio de 2024. Consultado em 8 de fevereiro de 2025
11. ↑  «Courbet - L'Origine du monde Documentário de Jean-Paul Fargier». Consultado em 18 de fevereiro de 2013. Arquivado do original em 29 de dezembro de 2008